# Petrogenia
Petrogenia é um género monotípico de plantas com flores pertencentes à família Convolvulaceae. A sua única espécie é Petrogenia repens.
A sua distribuição nativa vai do Texas ao nordeste do México.